# Pretty Whittle Liar
«Pretty Whittle Liar» (titulado «La inteligente mentirosa» en Hispanoamérica y «Mentirosa piadosa» en España) es el decimosexto episodio de la trigésimatercera temporada de la serie de televisión de animación estadounidense Los Simpson, y el 722 en total. Se emitió en los Estados Unidos en Fox el 27 de marzo de 2022. El episodio fue dirigido por Mike Frank Polcino y escrito por Joel H. Cohen. El título del episodio es una referencia a la serie de televisión estadounidense de drama adolescente Pretty Little Liars.
En este episodio, el matrimonio de Cletus y Brandine se tensa cuando él se entera de que a Brandine le gusta leer, mientras que Lisa trata de ocultar su inteligencia para evitar ser intimidada. El episodio recibió críticas positivas.

## Trama
En una reunión del club de lectura de Marge, Brandine comparte un análisis en profundidad sobre el libro. En la ciudad se corre la voz de que Brandine es inteligente en secreto, y Cletus lo descubre por sí mismo. Se enfrenta a Brandine, que le revela que ha estado asistiendo a actos culturales y leyendo libros en su tiempo libre. Cletus siente que ya no sabe quién es Brandine y la echa de casa. Se muda con la familia Simpson, pero empieza a echar de menos a Cletus y a sus hijos. Mientras tanto, Marge se siente insegura tras enterarse de que Brandine, y otros habitantes del pueblo, piensan que podría haberse casado con un hombre mejor que Homer. Le pide a Homer que hable con Cletus, y éste le dice que sigue queriendo a Brandine, pero que aún le duele que ella le ocultara su verdadera personalidad.
En la escuela, Lisa es admitida en un grupo de estudiantes inteligentes que ocultan su inteligencia para evitar ser acosados. Más tarde, Brandine decide volver a vivir con Cletus y aconseja a Lisa que se sienta orgullosa de quién es. Un día después, Lisa y su grupo se enfrentan al director Skinner, lo que provoca que éste cancele las clases por ese día. Cuando Brandine vuelve a casa, Cletus ha conseguido un carné de la biblioteca y ha sacado Huevos verdes con jamón, para aprender a tener algo en común con ella. Homer se disculpa con Marge realizando varias tareas domésticas que había estado posponiendo.

## Recepción

### Audiencia
El episodio obtuvo una audiencia de 0,36 y fue visto por 1,10 millones de espectadores, siendo el segundo programa más visto de Fox esa noche.

### Respuesta de la crítica
Tony Sokol de Den of Geek le dio al episodio 3,5 de 5 estrellas afirmando: «"Pretty Whittle Liar" es un episodio complicado, y es muy bueno que la entrega se abstenga de añadir otra crisis matrimonial a la casa de los Simpson. Pero el cambio viene de la mano de Cletus. Se supera a sí mismo hasta el punto de poder contar las sutilezas de por qué Las uvas de la ira de John Steinbeck es un clásico, y por qué la historia se cuenta mucho mejor en National Lampoon's Vacation, actualmente en streaming en Hillbilly Plus».
Marcus Gibson de Bubbleblabber dio al episodio un 7 sobre 10 afirmando: «En general, "Pretty Whittle Liar" se esfuerza en su inteligencia, a pesar de que lucha por hacer malabares con sus elementos en una sola línea argumental. Ofrece un buen desarrollo de Brandine e incluso de Cletus, que incluso intenta aprender a leer libros. El episodio también ofrece algo de humor genuinamente decente, incluyendo a Homer prendiendo fuego a su pedo y el segmento «Cletus en los libros» durante los créditos finales. No hace falta ser un genio para saber que se trata de otro agradable episodio de la trigésimo tercera temporada de la serie».